# Utpressning (film, 1946)

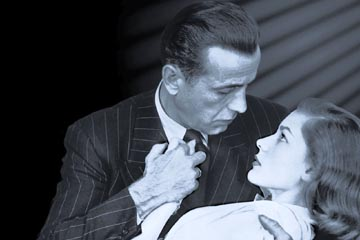
Humphrey Bogart som Philip Marlowe och Lauren Bacall som Vivian Sternwood Rutledge.

Utpressning (originaltitel: The Big Sleep) är en amerikansk thriller-film noir från 1946 i regi av Howard Hawks. Filmen bygger på Raymond Chandlers bok Den stora sömnen (The Big Sleep) från 1939. 

## Handling
Privatdetektiven Philip Marlowe (Humphrey Bogart) kontaktas av den gamle general Sternwood (Charles Waldron), som vill ha hjälp med att utreda ett utpressningsförsök mot sin yngsta dotter Carmen (Martha Vickers). Marlowe märker snart att flera inblandade personer mördas, och blir samtidigt intresserad av Sternwoods äldre dotter Vivian (Lauren Bacall).

## Om filmen
I Sverige blev filmen totalförbjuden av filmcensuren och kom inte att ha biopremiär förrän 1961 då den fick en åldersgräns på 15 år. Historien filmatiserades ytterligare en gång 1978 med titeln The Big Sleep.

## Rollista (urval)
| Humphrey Bogart  | – Philip Marlowe                 |
| Lauren Bacall    | – Vivian Sternwood Rutledge      |
| John Ridgely     | – Eddie Mars                     |
| Martha Vickers   | – Carmen Sternwood               |
| Peggy Knudsen    | – Mona Mars                      |
| Regis Toomey     | – Kommissarie Bernie Ohls        |
| Charles Waldron  | – General Sternwood              |
| Charles D. Brown | – Norris, butler hos Sternwood   |
| Bob Steele       | – Canino, gangster               |
| Elisha Cook Jr.  | – Harry Jones                    |
| Louis Jean Heydt | – Joe Brody, gangster            |
| Dorothy Malone   | – Föreståndare på Acme Book Shop |

## I andra verk
- Joel och Ethan Coens film The Big Lebowski från 1998 innehåller ett flertal referenser beträffande personer och scener[2]
- I komedin Döda män klär inte i rutigt från 1982 används klipp ur filmen i flera dialoger med Steve Martins rollfigur.